# Sarrazac, Lot
Sarrazac là một xã thuộc tỉnh Lot trong vùng Occitanie phía tây nam nước Pháp. Xã này nằm ở khu vực có độ cao trung bình 142 mét trên mực nước biển.